# De fire Djævle (film fra 1911)
 For alternative betydninger, se De fire Djævle.
De fire Djævle er en dansk stumfilm fra 1911 produceret af Kinografen og instrueret af Robert Dinesen og Alfred Lind efter manuskript af Carl Rosenbaum. Filmen er baseret på Herman Bangs novelle Les quatre diables.
Filmen havde dansk premiere den 28. august 1911 i Kinografens egen biograf på Frederiksberggade i København. Filmen samme år blev solgt til visning i Sverige, Finland, Portugal og Frankrig og  1914 til Tyskland.

## Handling
Filmen er historien om fire cirkusakrobater, der arbejder under navnet ”Les Quatre Diables”. Akrobaten Fritz, en af de fire djævle, får et forhold til en gådefuld overklassekvinde, der kommer aften efter aften til de fire djævles forestilling. Denne rovdyrslignende femme fatale-figur suger kraften ud af Fritz, og han bliver mere og mere ødelagt af deres forhold. Fra sidelinjen ser akrobatpigen Aimée sin elskede Fritz gå til grunde. Hun er hemmeligt forelsket i Fritz, og også hun bliver fortæret af had og sit eget ødelæggende begær.

## Medvirkende
- Einar Rosenbaum - Fa'er Cecchi, artistlærer
- Robert Dinesen - Fritz
- Carl Rosenbaum - Adolphe
- Edith Buemann Psilander - Aimée
- Tilly Christiansen - Louise
- Aage Hertel - Grev Taube
- Agis Winding - Grevinde Lucy Taube
- Lili Kristiansson - Aimée som barn